# Xiaochang'an
Xiaochang'an (kinesiska: 小长安镇, 小长安) är en köping i Kina. Den ligger i den autonoma regionen Guangxi, i den södra delen av landet, omkring 240 kilometer norr om regionhuvudstaden Nanning. Antalet invånare är 28681. Befolkningen består av 13 982 kvinnor och 14 699 män. Barn under 15 år utgör 23,0 %, vuxna 15-64 år 64 %, och äldre över 65 år 11,0 %.
Genomsnittlig årsnederbörd är 2 087 millimeter. Den regnigaste månaden är juni, med i genomsnitt 430 mm nederbörd, och den torraste är februari, med 56 mm nederbörd.